# Kurt Josef Wagle og legenden om fjordheksa
Kurt Josef Wagle og legenden om fjordheksa er en mokumentar, som handler om Kurt Josef Wagle (Stig Frode Henriksen), som går ud i skoven for at finde sin forsvundne søn Tordenskjold.
Filmen havde premiere 5. marts og er en mockumentary og en gyserkomedie.
Instruktøren er Tommy Wirkola, manden som står bag både Død sne og Kill Buljo.

## Rolleliste
- Kurt Josef Wagle: Stig Frode Henriksen
- Rock Fjellstad: Jørn Tore Nilsen
- Tordenskjold Wagle: Martin Hykkerud
- Lillian Mulder: Cecilie Mosli
- Gregor Hykkerud: Kristoffer Joner
- Burt Erik Johansen: Jeppe Beck Laursen
- Toill Kåre: Bjørn Sundquist
- Fjordheksa: Julia Schacht
- Troy: Martin Hovden